# Конопацкий, Шимон
Шимон Эварист Конопацкий герба Тшаска (пол.  Szymon Konopacki; 16 сентября 1790, Воловодовка — 13 мая 1884, Лавриневцы) — польский поэт-романтик и мемуарист, помощник звягельский, президент Избы гражданской волынской (1844), маршалок Заславского уезда.

## Биография
Шляхтичи Конопацкие издавна жили на Волыни, прапрадед Шимона, Ян Конопацкий, хорунжий панцирный, теребовлянский староста, был женат на вдове князя Стефана Четвертинского с 1687 года, жил в Луцком уезде, в селе Голузии, которое перешло к его сыну, Иосифу. Иосиф, после смерти первой жены, Антонины с Перетятковичев, вторично женился на вдове Рогозинского, Стемпковский, сыну от первой жены выделил фундуш наличными, с которым тот пошел искать доли на Украине и там, полюбил Людвику Грабовскую, чашничку жидачевскую, осел в селе Володовце, взятой в залог в Винцентия Потоцкого, подкомория коронного. Там, в семье дворянина Прокопия Конопацкого, 16 сентября 1790 году родился Шимон Конопацкий. Еще младенцем перевезен в село Шуляйки между Чудновым и Романовым. Начальное образование с десяти лет получал у отцов пиаристов в Межиричи Корецком. Затем учился у доминиканцев в Любаре и снова в Межириче, в частности, под руководством Северина Куликовского, учителя польской и латинской литературы, впоследствии префекта Варшавского лицея и переводчика Ливия на польском языке. В Межириче был участником ученического литературного общества. С 1809 года изучал право в Житомире. С 1811, в возрасте 21 года, избран подсудком Звягельского земского суда. В 1814-м переехал в Варшаву, где его приятель поэт Алоиз Фелинский, будущий директор Кременецкого лицея, выхлопотал ему должность в комиссии, созданной по требованию России, Австрии и Пруссии после Венского конгресса для упорядочения торговли и навигации во всех провинциях, входивших в состав Речи Посполитой 1772 года. После расформирования комиссии Конопацкий вернулся на Волынь и был назначен прокуристом образовательных фондов Кременецкого лицея. В Кременце познакомился с Каролем Качковским, с которым потом много лет поддерживал приятельские связи. Через три года назначен в правительство звягельского подкомория.
В 1826 г. женился на подкоморянце острожской Клементине Лазнинской, с которой родил троих сыновей и четырех дочерей.
Жил в арендованном в Казимира Будзиньського имении Озаровка, в Лавриневцах, Озаровке и в Чечеловке на Подолье.
Похоронен в Заславе на Волыни.

## Творчество
Автор баллад, между другими «Три креста под Бриковом» (пол. «Trzy krzyże pod Brykowem»), песен и популярных лирических стихов объединенных общим названием «Стихотворения». Стихи печатались в журналах с 1815 года, отдельно изданы сборником 1841. Переводил произведения других поэтов, в частности Джорджа Байрона. Также написал стихотворную повесть «Святой Станислав» (1842), много статей на археологические и исторические темы, в частности в «Энциклопедии...» Оргельбранда (напр. статьи о родословной графов Ильинських и историческая справка о городке Грицев). Величайшим трудом Конопацкого есть «Хронология истории Королевства Польского для молодого поколения» (Житомир, 1860, 2 тома с приложением). Высоко оцениваются его «Воспоминания» (1899, 2 тома) и «Моя вторая молодость» (воспоминания из 1816–1826 лет), выданные 1900, 2 тома. В рукописи остался его поэтический перевод «Приключений Телемака» французского писателя Франсуа Фенелона.

### Произведения
- Pamiętniki Szymona Konopackiego  (пол.)
- Pamietniki Szymona Konopackiego (1899), t. 2  (пол.)
- Moja druga młodość: z niewydanych pamiętników Szymona Konopackiego: (1816-1826), t. 1.  (пол.)
- Moja druga młodość: z niewydanych pamiętników Szymona Konopackiego: (1816-1826), t. 2  (пол.)
- Chronologja dziejów Królestwa Polskiego dla młodego pokolenia, t. 1  (пол.)
- Chronologja dziejów Królestwa Polskiego dla młodego pokolenia, t. 2  (пол.)